# 球子蕨科
球子蕨科（学名：Onocleaceae）是水龙骨目下的一个科。

## 下属分类
本科包括以下属：
- 荚果蕨属 Matteuccia Todaro, 1866
- 球子蕨属 Onoclea L., 1753
- 番荚果蕨属 Onocleopsis F.Ballard, 1945
- 东方荚果蕨属 Pentarhizidium Hayata, 1928